# Xue Juan
Xue Juan (chiń. 薛娟; ur. 10 lutego 1986) – chińska lekkoatletka specjalizująca się w rzucie oszczepem.
Wielokrotna mistrzyni kraju. Uczestniczka igrzysk olimpijskich w Atenach (2004) - z wynikiem 52,97 nie awansowała do finału. W wieku zaledwie 16 lat została wicemistrzynią Azji (2002), a rok później zdobyła złoty medal mistrzostw świata kadetów. W 2005 bez powodzenia brała udział w mistrzostwach globu, które odbywały się w Helsinkach. Rekord życiowy: 62,93 (27 października 2003, Changsha). Rezultat ten był rekordem świata juniorek i rekordem świata kadetek, a także był rekordem Azji w kategorii juniorek.